# 카토 코지
가토 코지(일본어: 加藤浩次, 1969년 4월 29일 ~ )는 일본의 배우이다. 일본의 아침 프로그램 '깨끗이'에서 16년 이상 MC를 계속하고있다.

## 출연

### TV 드라마
- 대하드라마 「타이라노 키요모리」 (2012년, NHK 종합) - 우사기마루 역

### MC
- 슷키리 (2006년 4월 ~ 2023년 3월, 닛폰 TV 방송망)
- 갓치리만디 (2005년 4월 ~ 현재, TBS 텔레비전)